# 岩船地蔵堂 (鎌倉市)
岩船地蔵堂（）は、神奈川県鎌倉市扇ガ谷にある仏堂。本尊は地蔵菩薩。鎌倉二十四地蔵霊場第15番札所。海蔵寺所轄。源頼朝の長女大姫の念持仏との伝承で知られる。

## 概要
臨済宗建長寺派の寺院である海蔵寺が管理する境外仏堂である。
堂内には2体の地蔵菩薩が祀られている。扉の穴より覗くことのできる床上の須弥壇には像高約90センチメートルの木造地蔵菩薩立像が二体の童子を脇侍として安置されており、その背後地下には像高約130センチメートル・幅約60センチメートルで船形光背を持つ風化した石造地蔵菩薩像が非公開に祀られている。木像は前立仏で、石像が通称の由来となった本尊・岩船地蔵であるとされる。
現在の堂宇は、2001年（平成13年）11月23日に落慶された総ヒノキ造り・銅板葺の八角堂である。石像は地面に直接据えられ、堂はそれを囲う形で建てられている。内部非公開であるが、落慶翌24日には限定で開帳されていた。

## 歴史
「源頼朝の長女である大姫の墳墓堂で、その念持仏を祀ったことに始まる」と伝えられるが俗説であり、正確な来由は不明である。江戸時代の宝永期（1704年 – 1710年）作成と推測される加納家蔵『扇ヶ谷村絵図』に「地蔵堂」の注記があることから、少なくとも宝永年代以前までは遡られる。堂内の古板にある墨書銘には元徳元年（1711年）8月5日造立との記載がある。
また須弥壇上の木造地蔵菩薩立像内の銘札に右大将頼朝御息女之守本尊など記載があることから、江戸時代に伝承が定着していた事実は察せられる。
1923年（大正12年）の関東大震災では当時の堂が全壊しており、この折にも海蔵寺により寄棟造の堂が復興改築され、1925年（大正14年）3月18日に入仏式が行われている。

### 考察
- 鎌倉国宝館前館長の三浦勝男は、石仏が風化したので江戸時代になって二世として木像を新刻し、その際にあらためて堂を建立したのではないか、と推測している[11]。
- 赤星直忠らによる「鎌倉史蹟めぐり」での記録には、墳墓堂との説を無根としたうえで、墓地一畝の記帳があるとの旨から、もと墓地内にあった石像が信仰対象へ昇華したことで、新たに上屋や木像が建立されたとの考察がある[10]。

- 大三輪龍彦は墓地説についても、実際には周辺に墓地が見られないので、その記帳自体が伝承に基づいたものではないかとした。

- 奥富敬之は、大姫の念持仏であるとする説に関して『吾妻鏡』に頼朝の次女三幡（乙姫）が建久10年（1199年）亀ケ谷の堂に葬られたとの記録があることを根拠に、実際には三幡の供養仏であった可能性を指摘している[8]。
- 関幸彦は、地蔵堂の南側が大友氏の屋敷であったこと、大友氏の祖が三幡の乳母夫であり供養も行なった中原親能である事を摘示した[5]。

## 仏像

### 石造地蔵菩薩立像（岩船地蔵）
秘仏。像高約130センチメートル・幅約60センチメートル、いわゆる鎌倉石（凝灰砂岩）製で、堂内地面に直接据えられる形で安置されている。光背の上端に舟形を呈しており、これが通称の由来とされている。
鎌倉石の材質のため、彫刻は剥落・風化が進んでいる。1937年（昭和12年）6月13日に赤星直忠らで実施された「史跡めぐり会」による研究調査の時点で甚だしく風化していたとあり、わずかに錫杖の形状が地蔵像であることを判別できる程度であったと記録されている。三浦勝男曰く、像の前には香台も備え付けられていたという。
2001年（平成13年）の堂再建の際には、鶴見大学の文学部文化財学科が海蔵寺より石像の調査と保存修復作業の研究を受託した。その調査時の像は、時期不明の修復により粗悪なモルタルと共に鉄製の芯棒が入れられており、分たれた上下を繋いでいたが、長期の雨露や湿気に曝された芯棒が錆びたことで膨張しており、おもに上半部を中心に計13個の破片に崩壊していた。
このモルタルや芯棒の鉄錆を除去したり、ワッカー社 (en:Wacker Chemie) の石材強化剤や径30ミリメートルのステンレス芯などで再度接着・補強する修復が約1年かけて施され、新堂内の須弥壇裏に密封されるかたちで据置されている。

### 木造地蔵菩薩及両脇侍立像
寄木造、玉眼入の、像高約90センチメートルの木像である。2体の童子像を脇侍とし前立仏として須弥壇上に安置されている。
元禄3年（1690年）三橋氏による造立であり、天保年間（1831年 – 1845年）再興されたと像内の銘札にある。このため、本像は伝承にある「岩船地蔵」ではないというのが定説である。

## 所在地
住所
248-0011 神奈川県鎌倉市扇ガ谷3丁目3-21 
アクセス
鎌倉駅西口より徒歩約15分

## 前後の札所
鎌倉二十四地蔵霊場
14 佛日庵　--　15 岩船地蔵堂　--　16 浄光明寺

## 関連文献
- 「山之内庄扇谷村上地蔵堂」『新編相模国風土記稿』 5巻之89村里部鎌倉郡巻之21、鳥跡蟹行社、1888年、33頁。NDLJP:763970。「地蔵堂。岩舟地蔵立像長一尺余ト称ス。」